# Йохан II (Саган)
Йохан II Жестокия (на немски: Johann II von Sagan, Hans von Sagan; „der Grausame“, „der Böse“; на полски: Jan II Szalony; Zły, Dziki, Okrutny; * 16 юни 1435; † 22 юни 1504, Волау, Полша) е последният херцог на силезкото Херцогство Саган (1461/1472 – 1472).

## Биография
Той произлиза от силезките Пясти в Глогов. Той е четвъртият син на херцог Йохан I (1385 – 1439) и съпругата му Шоластика (Схоластика) от Саксония-Витенберг (1393 – 1463), дъщеря на курфюрст Рудолф III. Внук е на херцог Владислав Ополчик, който е праправнук на княгиня Виола Ополска, племенница на българския цар Иван Асен II.
След смъртта на баща му през 1439 г. според неговото завещание, Йохан II управлява Херцогство Саган заедно с братята си Балтазар II († 1472), Рудолф († 1453) и Венцел († 1488). През 1450 г. те разделят Саган на две половини. Най-малкият Йохан получава Прибус и през 1461 г. превзема Саган от брат си Балтазар, който през 1467 г. отново го превзема. През 1472 г. Йохан отново превзема Саган и затваря брат си в кулата на градската крепост Прибус, където той умира от глад на 15 юли 1472 г. След смъртта на Балтазар Йохан обединява отново Прибус и Саган и продава херцогството още същата година на 12 декември на Ветинеца Албрехт Храбри.
Йохан има конфликти със съседните херцогства и напада градове. През 1488 г. войските на крал Матяш Корвин обсаждат Глогау. Херцогът е изгонен от града и бяга в своя дворец (Jędrzychów, Groß-Heinzendorf). Матяш Корвин поставя своя извънбрачен син Янош Корвин за херцог на Глогау.
Йохан започва служба в наемната войска, която провежда нападения в Нидрландия и Ноймарк. През 1498 г. бранденбрургския курфюрст Йохан Цицерон дава право на Йохан да остане в град Франкфурт на Одер, което населението много не одобрява.
За херцога има песен „Herzog Hans von Sagan und die Glogauschen Domherrn“.

## Фамилия
Йохан се жени през 1461 г. за Катарина (1443 – 1505), дъщеря на херцог Вилхелм от Тропау. Те имат пет дъщери:
- Маргарета (1465/76 – 1505), омъжена за Миклос Банфи де Лимбов († 1501) и след това за Йохан Хампо
- Барбара (1470 – 1539), абатеса на манастир Св. Клара към Стрелен
- Саломея (1475/76 – 1514), омъжена за Албрехт фон Мюнстерберг-Оелс († 1511) и след това за Йохан фон Курцбах на Трахенберг и Милич († 1549)
- Хедвиг (1476 – 1524), омъжена за Георг фон Мюнстерберг-Оелс († 1502) и след това за Зигмунд фон Вартенберг († 1518)
- Анна (1480/1483 – 1541), омъжена за Карл I фон Мюнстерберг-Оелс (1476 – 1536), херцог на Мюнстерберг